# Đội tuyển Davis Cup Bermuda
Đội tuyển Davis Cup Bermuda đại diện Bermuda ở giải đấu quần vợt Davis Cup và được quản lý bởi Hiệp hội quần vợt Bermuda.
Bermuda tham gia gần đây nhất ở Davis Cup vào năm 2016. Thành tích tốt nhất của đội là thứ 8 ở Nhóm III.

## Lịch sử
Bermuda lần đầu tiên tham gia Davis Cup vào năm 1995.

## Đội hình hiện tại
- Jenson Bascombe
- David Thomas
- Gavin Manders
- Neal Towlson